# Haus Barnewitz
Haus Barnewitz ist ein mitsamt der Toranlage ehemals denkmalgeschütztes Winzerhaus auf dem Weinbergsgrundstück eines ehemaligen Winzerhofs im Stadtteil Niederlößnitz der sächsischen Stadt Radebeul, Auf den Bergen 15 (ehemals 65). In der sächsischen Denkmal-Datenbank wird Haus Barnewitz seit spätestens 2017 nicht mehr geführt.
Weinberg und Anwesen liegen in der Weinbaulage Radebeuler Steinrücken sowie im Denkmalschutzgebiet Historische Weinberglandschaft Radebeul, dazu auch im Landschaftsschutzgebiet Lößnitz. Der Weg Auf den Bergen ist Teil des sächsischen Weinwanderwegs.

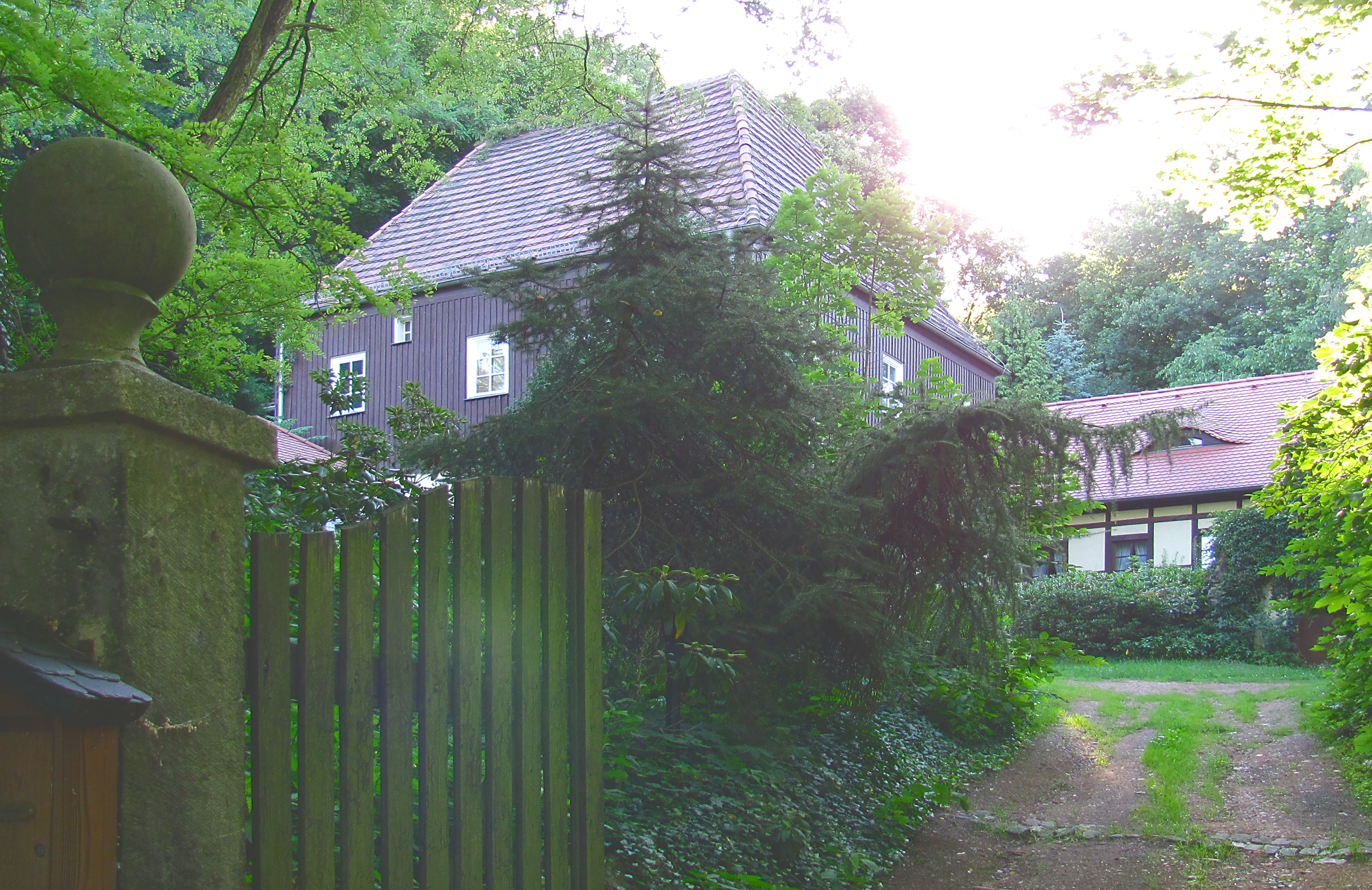
Haus Barnewitz

Das Anwesen, das benannt ist nach der Familie Barnewitz, die es 1932 erwarb, stand bereits zu DDR-Zeiten unter Denkmalschutz.

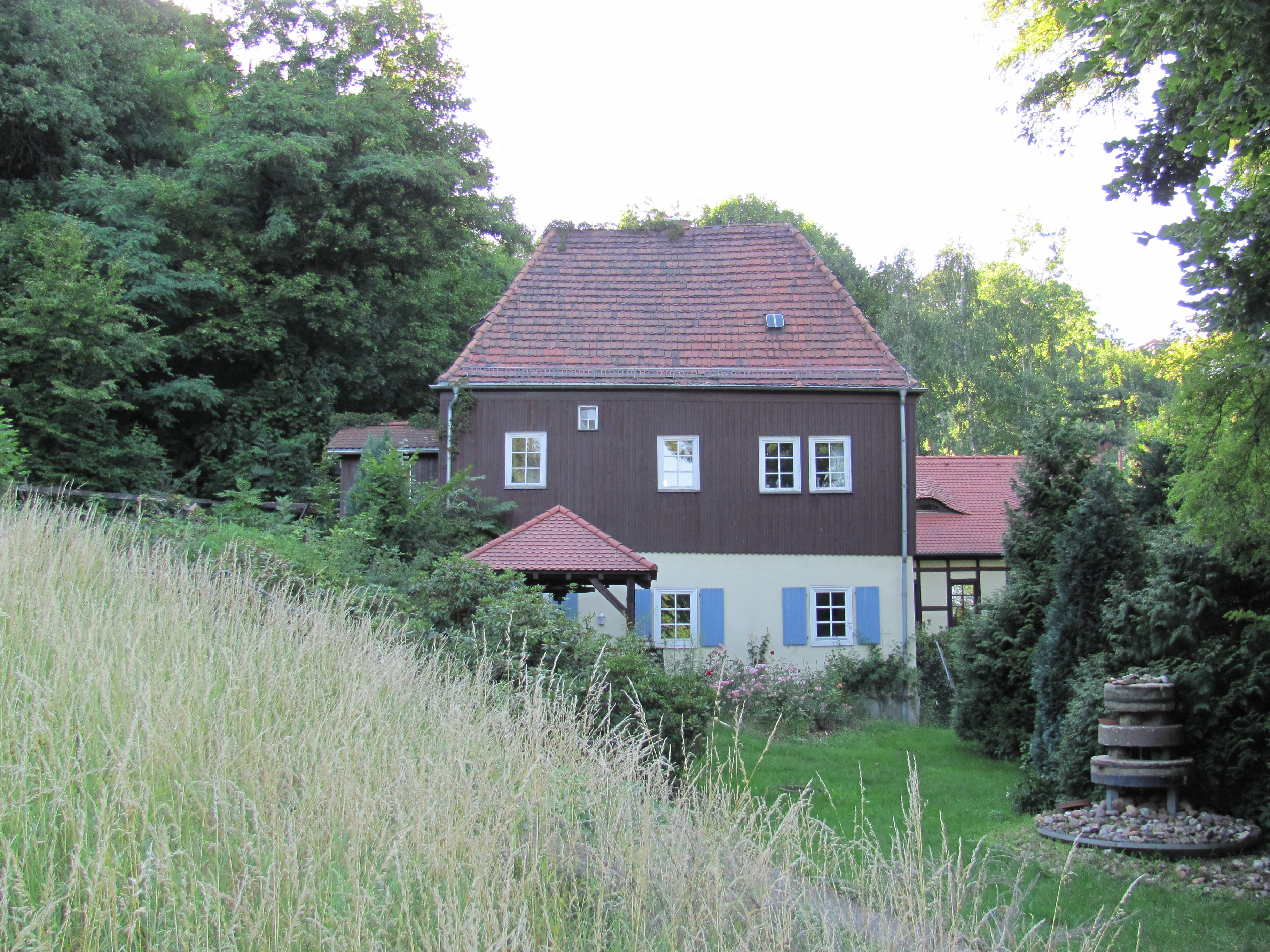
Haus Barnewitz, rechts das Nebengebäude

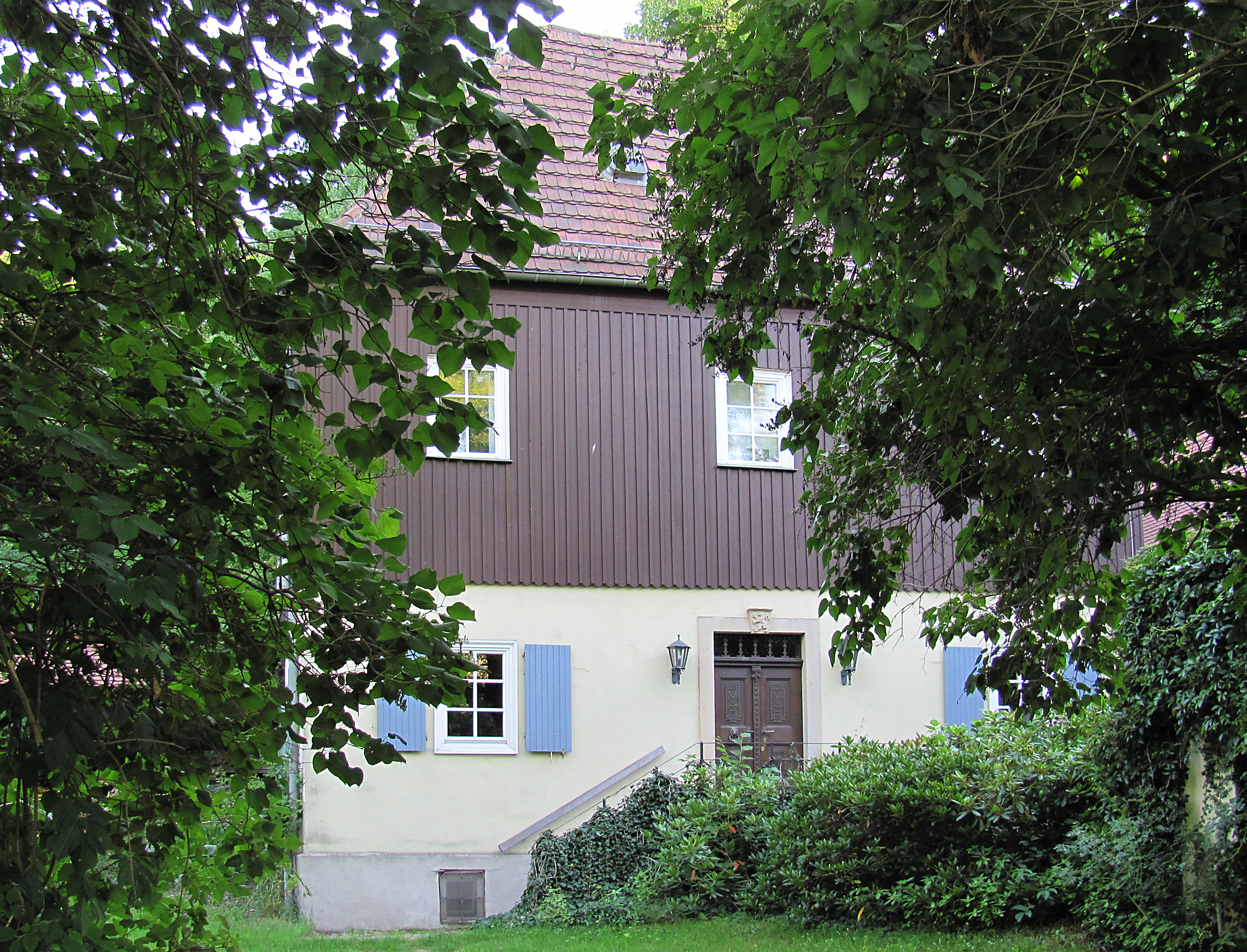
Haus Barnewitz: Eingangsbereich, vom historischen Weinbergspfad in das Paradies aus

## Beschreibung
Über zwei kleinen Kellern mit Tonnengewölbe, die man über Einstiegsluken vom ehemaligen Pressraum im Erdgeschoss aus erreicht, steht das zweigeschossige, in der Hauptansicht dreiachsige Winzerhaus mit einem massiven, verputzten Erdgeschoss sowie einem verbretterten Obergeschoss. Das hohe Walmdach obenauf hat nur einen kurzen First.
Im Schlussstein über dem Eingang befindet sich das Barnewitzsche Wappen. Die sich darunter befindliche, eichene Eingangstür ist sehr aufwändig. Sie wurde durch den Architekten Otto Rometsch bei seinem Umbau des Hauses im Jahr 1932 dorthin umgesetzt.
Das Nebengebäude ist ein Fachwerkbau mit Fledermausgauben im Dach.
Das Eingangstor besteht aus kräftigen Torpfeilern mit Abdeckplatten und Kugelaufsätzen.

## Geschichte

Gasthaus Jägerhof von Osten (links unten), links oben die Goldschmidtvilla mit dem Fachwerkhaus Auf den Bergen 11, in der Bildmitte Haus Barnewitz. Der Weinberg Paradies ist nach der Reblauskatastrophe verbuscht (Postkarte von 1906).

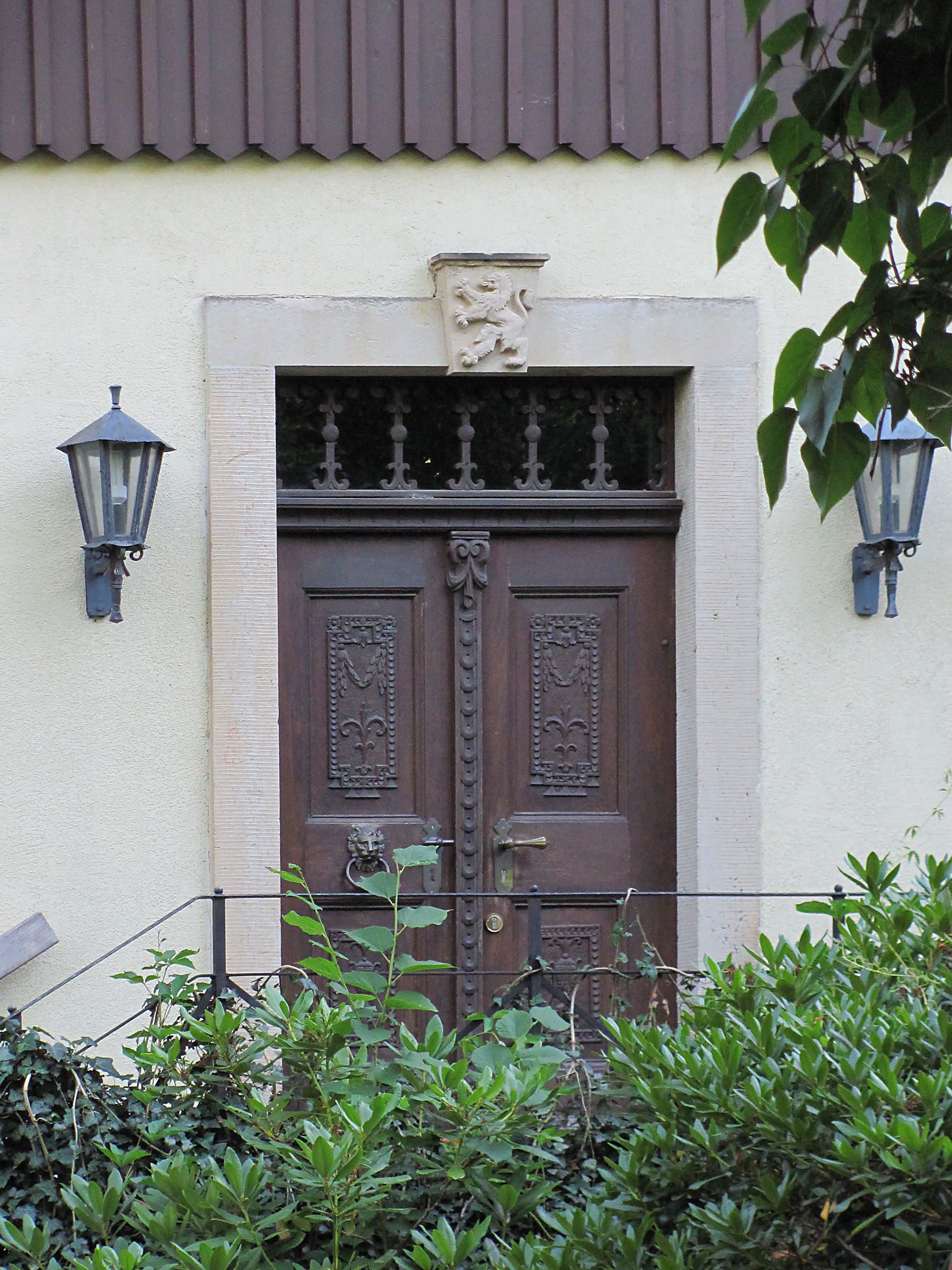
Haus Barnewitz: Tür

Das auf dem Hinteren Welzigberg gelegene, aus Fachwerk errichtete Winzerhaus wurde um 1660 gebaut. Der gesamte Welzigberg, der sich bis zum Höhenweg erstreckte, wurde nach 1800 von der Gräfin Flemming geb. Hohenthal erworben. Die ursprünglich aus Dölkau bei Halle (Saale) stammende Flemming ließ 1827 das Berghaus am Höhenweg errichten. Erbschaftshalber ging das Weingut 1839 an den Grafen Hohenthal, der seinem Haus den Namen Paradies gab. Später wurde das Grundstück um das Winzerhaus bis 1932 durch einen Gärtner bewirtschaftet, der dort Obstbau betrieb.
Im Jahr 1932 erwarb der Geheime Regierungsrat Richard Barnewitz, Aufsichtsrat der Clemens Müller AG, das Anwesen und ließ das Gebäude wiederherrichten. Die dabei eingesetzte, prunkvolle Eingangstür soll aus dem Geburtshaus der Katharina von Bora stammen, der Ehefrau Luthers. 1952 wurde die Familie Barnewitz enteignet, und das Haus stand über Jahre leer.
Später übernahm das Radebeuler Volksweingut den Besitz und baute das Gebäude zur weiteren Wohnnutzung um. Dabei wurde die innere Erschließungstreppe durch eine außen im Süden angebrachte Außentreppe zum Obergeschoss ersetzt.
Nach der Wiedervereinigung erwarb der Sohn Christian Barnewitz (1927–2011) den Winzerhof zurück und sanierte das Anwesen Anfang der 1990er Jahre mit seiner Ehefrau Vivian Barnewitz sehr aufwendig. In einem Interview der Dresdner Neuesten Nachrichten beschrieb der gebürtige Dresdner Christian Barnewitz im Januar 2011 die Geschichte des Hauses seiner Familie.
Spätestens im Jahr 2015 fanden durch einen seit 2012 neuen Eigentümer im Haus sowie auf dem Anwesen ungenehmigte Bauarbeiten statt, woraufhin die Untere Denkmalbehörde einen Baustopp aussprach. In der Folgezeit wurde das historische Gebäude kernsaniert und zu einem Mehrfamilienhaus modernisiert. In der sächsischen Denkmal-Datenbank wird Haus Barnewitz seit spätestens 2017 nicht mehr geführt.